# ヘレン・チェナリー
ヘレン・ベイテス・チェナリー・トゥイーディ（Helen Bates Chenery Tweedy、1922年1月27日 - 2017年9月16日）は、アメリカ合衆国ニューヨーク州のニューロシェル出身のサラブレッド競走馬のオーナーブリーダー。通称 「ペニー・チェネリー（Penny Chenery）」。
父であるクリストファー・チェナリーから引き継いだ競走馬生産牧場メドウステーブル（Meadow Stables）を運営し、1973年のアメリカクラシック三冠馬セクレタリアトを生産した。2010年にアメリカで公開された映画『セクレタリアト/奇跡のサラブレッド』では劇中の中心人物として描かれている。

## 経歴
クリストファー・チェナリーは3人の子供を儲けており、ヘレンはその末っ子であった。バージニア州で育ち、1939年に同州のマデイラスクールを卒業、スミス大学において文学士の学位を修め、その後コロンビア大学ビジネススクールへと進学した。同大学で後の夫であるジョン・トゥイーディ・ジュニアと出会い、1949年に結婚、間に4人の子を儲けている。
1968年2月に、父クリストファーが病気のためニューロシェルの病院に入院した。この頃クリストファーが創設・運営していたメドウステーブルは経営状況が悪化しており、ヘレンの兄姉は父が死んだ際には牧場を売却することを検討していたが、ヘレンは主婦の身ながら牧場の相続を申し出た。クリストファーはその後1973年1月に病院で没している。
しかしヘレンが引き継いだ直後の1969年に、牧場と25年来の付き合いであったケイシー・ヘイズ調教師が引退してしまい、牧場は運営を補佐する人物を探す羽目となった。ヘレンはクレイボーンファーム牧場長のブル・ハンコックに意見を求め、そこでハンコックに紹介されたロジャー・ローリン調教師を牧場に招き入れた。ロジャーは経費削減などに努め、牧場の経営状態を上向かせることに成功した。
1971年にロジャーは他所へ移籍し、自分の代わりとして父であるリュシアン・ローリン調教師を紹介した。リュシアンの調教はすぐに功を奏し、1972年に自家生産馬のリヴァリッジがケンタッキーダービーで優勝を果たしている。
1973年、やはり自家生産馬のセクレタリアトがアメリカクラシック三冠全競走を制し、史上9頭目のアメリカ三冠馬となった。記録上ではセクレタリアトの直接の生産者名義は父クリストファーであるが、競馬評論家のウィリアム・ナックの著書によれば、母馬サムシングロイヤルにボールドルーラーを配合する決定を下したのはヘレンであったという。サムシングロイヤルは2度ボールドルーラーと配合されており、セクレタリアトの全姉ザブライドは繁殖牝馬として好成績を残している。
その後も競走馬の生産を続けており、その他の代表的な生産馬に、ニューヨーク州産馬として初めてエクリプス賞3歳牝馬を受賞したサラトガデューなどがいる。
セクレタリアトの生産は、競馬サークルにおけるヘレンの地位を大いに高めた。1983年、ヘレンはフォアゴーの生産者であるマーサ・F・ゲリー、ケルソの所有者であったアレール・デュポンらとともに、ジョッキークラブにおける初の女性会員として承認された。また1976年から1984年にはサラブレッド生産者・馬主協会の会長を務めている。ほか、1982年には引退競走馬保護機関のサラブレッド・リタイアメント財団の創設にも寄与した。長年の競馬産業への貢献に対しては、2005年にエクリプス賞功労賞（Eclipse Award of Merit）として表彰を受けている。
2010年公開の映画『セクレタリアト/奇跡のサラブレッド』において、ダイアン・レイン扮するヘレンは物語の主役として描かれている。同映画にはヘレン本人もカメオ出演している。

## 主な所有馬・生産馬
- リヴァリッジ Riva Ridge - 1969年生、牡馬。1972年アメリカ二冠馬。アメリカ殿堂馬。
- セクレタリアト Secretariat - 1970年生、牡馬。1973年アメリカ三冠馬。アメリカ殿堂馬。
- サラトガデュー Saratoga Dew - 1989年生、牝馬。1991年エクリプス賞最優秀2歳牝馬。